# آيدين آغداشلو
ايدين اغداشلو (فارسي الأصل: ولد في 30 أكتوبر 1940) هو رسام إيراني، وروائي، وناقد ومؤرخ للفن، ومصمم جرافيك
يعيش حاليًا في طهران في إيران. ويعمل كمحاضر في جامعات إيرانية عدة، بجانب عمله الأساسي.

## بداية حياته
ولد آيدين في مدينة رشت، إيران. وكان والده محمد أغداشلو (القائد محمد حاجيف) مهندسًا ووزيرًا للعمل في ديمقراطية أذربيجان في منتصف 1919 و1920. هرب هو وزوجته ناهدة (أم آيدين) من مدينة باكو في أذربيجان إلى مدينة تبرز الإيرانية بعد الغزو على أذربيجان من الجيش الأحمر السوفيتي عام 1920. ولكي يتجنب جواسيس الاتحاد السوفيتي في إيران، فقد غير محمد اسمه الأخير من حاجيف إلى أغداشلو، وانتقل بعدها إلى مدينة رشت. وهناك حيث ولد آيدين أغداشلو. وأخيراً انتقل إلى طهران عندما أصبح آيدين في الخامسة من عمره.
بدأ آيدين أغداشلو ببيع رسوماته وهو في سن الرابعة عشر. وتوفي والده بعد مرور سنتين أثر مضاعفات في الكلى.

## في عصر الشاه (الملكية)
تم تعيين أغداشلو من قبل شهبانو (إمبراطورة إيران) فرح بهلاقي، كرئيس قسم الشؤون الفنية في مكتب شهبانو الخاص. وتضمنت مسؤولياته شراء الأعمال الفنية من الفنانين المعاصرين مثل انديوارهول وبابلو بيكاسو وكلود مونيه لمتحف طهران للفن المعاصر. وأيضًا ساعد في إنشاء متحف رضاء عباسي في طهران عام 1977، وكان رئيس المتحف حتى عام 1979. تزوج زوجته الأولى الممثلة الإيرانية شهره وزيري في عام 1971، وتطلقوا عام 1979.

## بعد 1979
بعد ثورة إيران عام 1979، خسر أغداشلو وظيفته الأساسية وكان تحت تهديد الحكم الخميني وممنوعاً من مغادرة إيران لمدة عشر سنوات حتى عام 1989.
اضطر أغداشلو إلى إتباع القوانين الصارمة للحضارة والفن الإسلامي التي وضعتها الحكومة، قبل أن يتم قبوله للتعليم في الجامعات الإيرانية عام 1981. بدأ أغداشلو بتقديم دروس خاصة في الفن وما زال يقدمها حتى الآن. بجانب إلقاءه للمحاضرات في عدد من الجامعات في إيران. وكان أول فنان يعرض أعماله الفنية في معرض العصار للفنون في طهران في أواخر التسعينيات.
تزوج فيروزية أغداشلو عام 1981 وأنجب منها الابن تاكين أغداشلو والابنة تارا أغداشلو.

## رسوماته
في بداية مسيرته، أبدا أغداشلو إعجابًا كبيرًا برسومات رينيسانس وساندرو بوتيتشيلي خاصةً. حتى أنه حاول أن يختبر مهاراته بتقليد أعمال ساندرو بأدق تفاصيلها. وقاده إعجابه الشديد برسومات رينيسانس إلى إنشاء سلسلة «ذكريات الدمار» في أوائل السبعينيات، والتي لقت إعجاباً وشهرةً كبيرة آنذاك. يصور أغداشلو في هذه السلسلة تدمير الهوية والجمال برسم تحفة كاملة من رينسانس ومن ثم تدميرها أو تشويهها جزئيا.
واستمرت سلسلة «ذكريات الدمار» بعد عام 1979، إلا أن اهتمامات أغداشلو تحولت إلى الفن الإسلامي بدلا عن فن رينسانس. ولكنه كان يعمل في تلك الفترة على كلا من الفن الإسلامي ورينسانس كنموذج واحد. كما أنه استعمل الصور الفارسية المصغرة استعمالًا واسعًا في رسوماته بعد عام 1979. وأفضل مثال على ذلك هي سلسلة الصور الفارسية المجعدة.

## أخرى
وبجانب الرسم، فقد كان أغداشلو أيضا خبيرًا في تاريخ الفن الإيراني الإسلامي، وما قبل الإسلامي والتحف. وأقام عناصر بيوت المزادات مثل مزادات كريستيز وسوذبيز.
نشر أغداشلو ثمانية كتب، ثلاثة منها عبارة عن مقالات فقط، ومجموعتان للرسومات، وبحثين عن تاريخ الفن الإيراني.
واستمر بدراسة الفن وتاريخه في عدد من الجامعات في إيران حتى عام 1981.

## روابط إضافية
- :: – الموقع الرسمي:: – آيدين أغداشلو